# Starlight (сингл Accept)
«Starlight» (с англ. — «Звёздный свет») — песня и сингл немецкой хеви-метал-группы Accept.
Сингл был выпущен в формате 7-дюймовой пластинки со скоростью вращения 45 оборотов в минуту на территории Испании компанией AUVI (каталожный номер S1 308) в поддержку третьего альбома группы Breaker и является вторым из трёх синглов альбома. Как и сам альбом, сингл записывался и сводился в конце 1980 года и был выпущен в 1981 году.

## О песне
Ранней версией песни «Starlight», её прообразом является песня «Take it Easy» с первого альбома Accept. По воспоминаниям Штефана Кауфманна песня для нового альбома была записана без наложений (за исключением вокала), с первого же дубля, включая сдвоенное соло гитар. Эта песня открывает альбом Breaker и сразу демонстрирует уже сложившийся, узнаваемый стиль группы.
Текст песни повествует о свете «звёзд» шоу-бизнеса, которым освещён Голливуд.
В дальнейшем песня выходила на множестве сборников группы; так же называется один из бутлегов группы (1983). Кавер-версию песни записала группа Grave Digger. Песня также является частью саундтрека в немецком фильме Nacht der Wölfe
На стороне «Б» сингла находился рок-гимн «Feelings» (с англ. — «Чувства»), также вошедший на альбом Breaker.
Обложка сингла аналогична обложке альбома Breaker с наложением надписи «Starlight».

## Отзывы критиков
В ретроспективных рецензиях музыкальная пресса отзывается об альбоме строго положительно, называя его одной из важнейших вех для жанра, а «Starlight», как песню, с которой начинается пластинка — одним из её фаворитов. Так главный редактор авторитетного немецкого ежемесячника Rock Hard Гёц Кюнемунд с теплотой вспоминал, какое впечатление на него произвёл начальный рифф, как безумные вопли Удо прошли сквозь сердце, а мелодичное соло Вольфа Хоффманна вызвало мурашки на коже. Концертный гитарист Judas Priest Энди Снип, включивший «Starlight» в свой список десяти лучших композиций Accept, тоже поделился своими ощущениями, как сильно зацепило его гитарное звучание, когда впервые услышал её на радиопередаче «Friday Rock Show» от BBC Radio 1.

## Список композиций
| №  | Название    | Автор(ы)                                                                   | Длительность |
| -- | ----------- | -------------------------------------------------------------------------- | ------------ |
| 1. | «Starlight» | Вольф Хоффманн, Штефан Кауфманн, Удо Диркшнайдер, Петер Балтес, Йорг Фишер | 3:52         |

| №                   | Название            | Автор(ы)                                       | Длительность |
| ------------------- | ------------------- | ---------------------------------------------- | ------------ |
| 1.                  | «Feelings»          | Хоффманн, Кауфманн, Диркшнайдер, Балтес, Фишер | 4:48         |
| Общая длительность: | Общая длительность: | Общая длительность:                            | 8:40         |

## Участники записи
- Удо Диркшнайдер — вокал
- Петер Балтес — бас, вокал
- Йорг Фишер — гитара
- Вольф Хоффманн — гитара
- Штефан Кауфманн — ударные